# Shannyn Sossamon

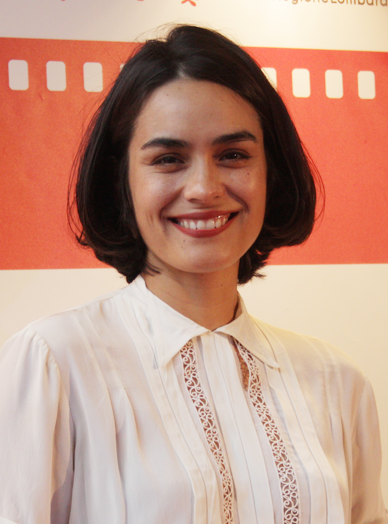
Shannyn Sossamon (2013)

Shannyn Sossamon (* 3. Oktober 1978 in Honolulu, Hawaii; eigentlich Shannon Marie Kahololani Sossamon) ist eine US-amerikanische Schauspielerin.

## Leben
Sossamon wuchs in Reno (Nevada) und Los Angeles auf. In ihrer Zeit auf der High School tanzte sie oft; lange Zeit wollte sie ihr Hobby zum Beruf machen. Es kam anders, als sie auf einer Party bei Gwyneth Paltrow, auf der sie Musik machte, von Francine Maisler entdeckt wurde. Ihr TV-Debüt gab sie 1997 in Mr. Show with Bob and David. Ein halbes Jahr später wurde ihr eine Rolle in dem Kinofilm Ritter aus Leidenschaft angeboten. Diesem Film folgten unter anderem 40 Tage und 40 Nächte, Die Regeln des Spiels, The Holiday und Ein tödlicher Anruf sowie einige Werbeauftritte (z. B. Gap). Von 2004 bis 2008 war Sossamon Schlagzeugerin der Band Warpaint. 2008 war sie in der US-Fernsehserie Moonlight zu sehen, in der sie die Vampirin Coraline spielte.
Sossamon ist mit einem Kickboxtrainer liiert. 2003 wurde sie Mutter eines Sohnes.

## Filmografie (Auswahl)
- 1997: Mr. Show with Bob and David (Fernsehserie,3 Folgen)
- 2001: Ritter aus Leidenschaft (A Knight’s Tale)
- 2002: 40 Tage und 40 Nächte (40 Days and 40 Nights)
- 2002: Die Regeln des Spiels (The Rules of Attraction)
- 2003: Wholey Moses
- 2003: Sin Eater – Die Seele des Bösen (The Order)
- 2004: Law & Order: Special Victims Unit (Fernsehserie, Folge 6x08)
- 2005: Devour – der schwarze Pfad (Devour)
- 2005: Chasing Ghosts – Blutige Spuren (Chasing Ghosts)
- 2005: I Hate You (Kurzfilm)
- 2005: Newcomer – Tausche Ruhm gegen Liebe (Undiscovered)
- 2005: Kiss Kiss, Bang Bang
- 2006: Wristcutters: A Love Story
- 2006: Liebe braucht keine Ferien (The Holiday)
- 2007: Dirt (Fernsehserie, 5 Folgen)
- 2007: Catacombs – Unter der Erde lauert der Tod (Catacombs)
- 2007–2008: Moonlight (Fernsehserie, 9 Folgen)
- 2008: Ein tödlicher Anruf (One Missed Call)
- 2008: The Heavy
- 2009: Life Is Hot in Cracktown
- 2009: Jerry (Kurzfilm)
- 2010: Our Family Wedding
- 2010: The Heavy – Der letzte Job (The Heavy)
- 2010: The Road to Nowhere
- 2010: How to Make It in America (Fernsehserie, 4 Folgen)
- 2011: Fight for Your Right Revisited (Kurzfilm)
- 2011: Man Without a Head
- 2011: The Day – Fight. Or Die.
- 2011: Wild East
- 2012: The Cyclist
- 2012: The Jesuit
- 2012: The Day – Fight. Or Die. (The Day)
- 2013: The End of Love
- 2013: Stealing Time
- 2013: Mistresses (Fernsehserie, 8 Folgen)
- 2015–2016: Wayward Pines (Fernsehserie, 14 Folgen)
- 2015: Sinister 2
- 2015–2016: Sleepy Hollow (Fernsehserie, 18 Folgen)
- 2018: Ghost Light
- 2019: The Hour After Westerly (Kurzfilm)
- 2021: High Holiday
- 2022: There Are No Saints
- 2022: Grimcutty
- 2023: Backspot

### Musikvideos
- Daft Punk – Revolution 909 (1998, Regie: Roman Coppola)
- Cher – Strong Enough (1999, Regie: Nigel Dick)
- KoЯn – Make Me Bad (1999, Regie: Martin Weisz)
- Goo Goo Dolls – Dizzy (1999, Regie: Nancy Bardawil)
- Mick Jagger – God Gave Me Everything (2001, Regie: Mark Romanek)
- The Black Heart Procession – Not Just Words (2006, Regie: Rainbows & Vampires)